# Daniele Dichio
Daniele Salvatore Dichio (Londra, 19 ottobre 1974) è un allenatore di calcio ed ex calciatore inglese, di ruolo attaccante, tecnico del Detroit City.